# Baisée par le feu
Baisée par le feu (Kissed by Fire) est le cinquième épisode de la troisième saison de la série HBO de fantasy Game of Thrones. Vingt-cinquième épisode de la série, il est réalisé par Alex Graves sur un scénario de Bryan Cogman. L'épisode est diffusé le 28 avril 2013.
L'épisode remporte un Creative Arts Emmy Awards du meilleur maquillage pour une série à une caméra (non-prothétique).

## Résumé
Cet  épisode joue un rôle charnière au milieu de la troisième saison. Il compte moins de batailles que de révélations et expose de nouvelles alliances entre certains personnages, rajoutant ainsi un peu de chaos supplémentaires aux relations entre les différentes familles. Le titre, « baisée par le feu », « kissed by fire », est une expression des Sauvageons (peuple vivant au-delà du Mur) désignant les chevelures rousses , une couleur qui est considérée par ce peuple comme un signe de chance. Une des rousses mise en exergue par cet épisode est Ygrid. 
Au sein de la Fraternité sans bannière, Sandor Clegane (Rory McCann)  appelé encore Hound, ou le Limier, remporte un duel judiciaire contre Beric Dondarrion (Richard Dormer) et est libéré en dépit de l'opposition d'Arya. Celle-ci découvre lors de cet événement la foi des membres de cette fraternité envers le « Maître de la Lumière », capable de ressusciter les morts (il ressuscite Béric). Gentry annonce également à Arya qu’il reste au sein de la Fraternité sans bannière.
Rickard Karstark s’en prend par vengeance aux deux neveux Lannister qui étaient retenus en otage. Il les tue. Le roi du Nord, Robb, décide de procéder à son exécution, de ses propres mains. Après cela, Robb perd la moitié de son armée et doit adapter profondément sa stratégie,,.
Sur Peyredragon, Stannis Baratheon veut annoncer à sa femme, qu’il cache dans une tour, sa relation avec Mélisandre, mais s’aperçoit qu’elle en est informée et qu’elle soutient cette relation : elle-même ne peut pas enfanter de garçons. Stannis rend également visite à sa fille elle aussi cachée dans une tour, qui l’interroge au sujet de Davos Mervault. Mais Stannis considère Davos Mervault comme un traître. Sa fille rend quand même visite en secret à ce Davos Mervault et veut lui apprendre à lire.
Sur Essos, le continent oriental, dans la Baie des serfs, Daenerys (Emilia Clarke), de la dynastie Targaryen, rencontre les officiers des Immaculés, une armée de redoutables esclaves eunuques, et en découvre le chef désigné : Vert Gris. Elle va faire des Immaculés son armée pour servir ses desseins.
Jaime et Brienne, captifs, sont livrés à Roose Bolton. Mais celui-ci les traite  dignement, et  confie Jaime, amputé de la main, aux soins de Qyburn. Celui-ci soigne son moignon. Jaime révèle la vérité sur son passé à Brienne de Torth, et cette réputation de régicide qui lui a été faite. 
Lord Tywin décide de marier Sansa à Tyrion et Cersei à Loras pour contrer la stratégie des Tyrell, qui désirent éloigner Sansa, la « Clé du nord ».
Au-delà du Mur, Jon Snow révèle des détails importants sur le fonctionnement de la Garde de Nuit. Il est attiré dans une grotte par Ygrid, une sauvageonne, et a une relation sexuelle avec elle, rompant son vœu d'abstinence comme membre de cette Garde de Nuit,.

## Production

### Scénario

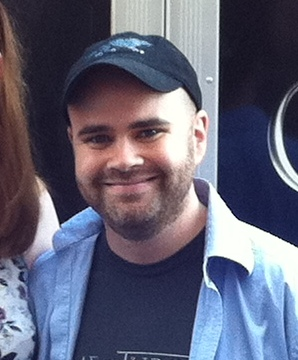
Bryan Cogman, scénariste de cet épisode

"Kissed by Fire" est le troisième épisode de la série écrit par le coproducteur et scénariste Bryan Cogman, après les épisodes "Infirmes, Bâtards et Choses brisées" de la première saison et "Ce qui est mort ne saurait mourir" de la seconde.
Les sections du roman de George R. R. Martin adaptées dans l'épisode comprennent des parties des chapitres 20, 21, 27, 32, 35, 38 et 40 (Tyrion III, Catelyn III, Jon III, Jaime IV, Arya VI, Jaime V et Arya VII).
Les scènes avec Stannis, son épouse et sa fille ont été écrites pour présenter les personnages, dont l'introduction avait été retardée dans la série depuis le début de la saison 2. 
Quelques scènes ont été écrites par David Benioff et D. B. Weiss Par exemple, initialement, cet épisode ne comprenait aucune scène avec Daenerys, mais au début de la pré-production, certaines scènes écrites à l'origine par David Benioff et D. B. Weiss pour l’épisode suivant ont été déplacées dans le scrip.

### Distribution
Comme personnages et acteurs nouveaux, l'épisode présente la famille de Stannis avec les actrices Tara Fitzgerald et Kerry Ingram dans les rôles respectifs de l’épouse, la reine Selyse Baratheon, et de la fille, la princesse Shireen Baratheon. Selyse était brièvement apparue dans le premier épisode de la saison 2 lors de l'incendie des Dieux sur la plage de Peyredragon, jouée par un figurant non crédité. Jacob Anderson débute également en jouant Grey Worm, le commandant des Immaculés. 

### Lieux de tournage
Une grande partie de l'épisode a été tourné dans les décors construits dans les studios de The Paint Hall à Belfast. Toujours en Irlande du Nord, quelques décors naturels ont cependant été utilisés tels que la grotte de Pollnagollum (en), dans le Comté de Clare, et les jardins du château de Gosford, où Rickard Karstark est décapité.

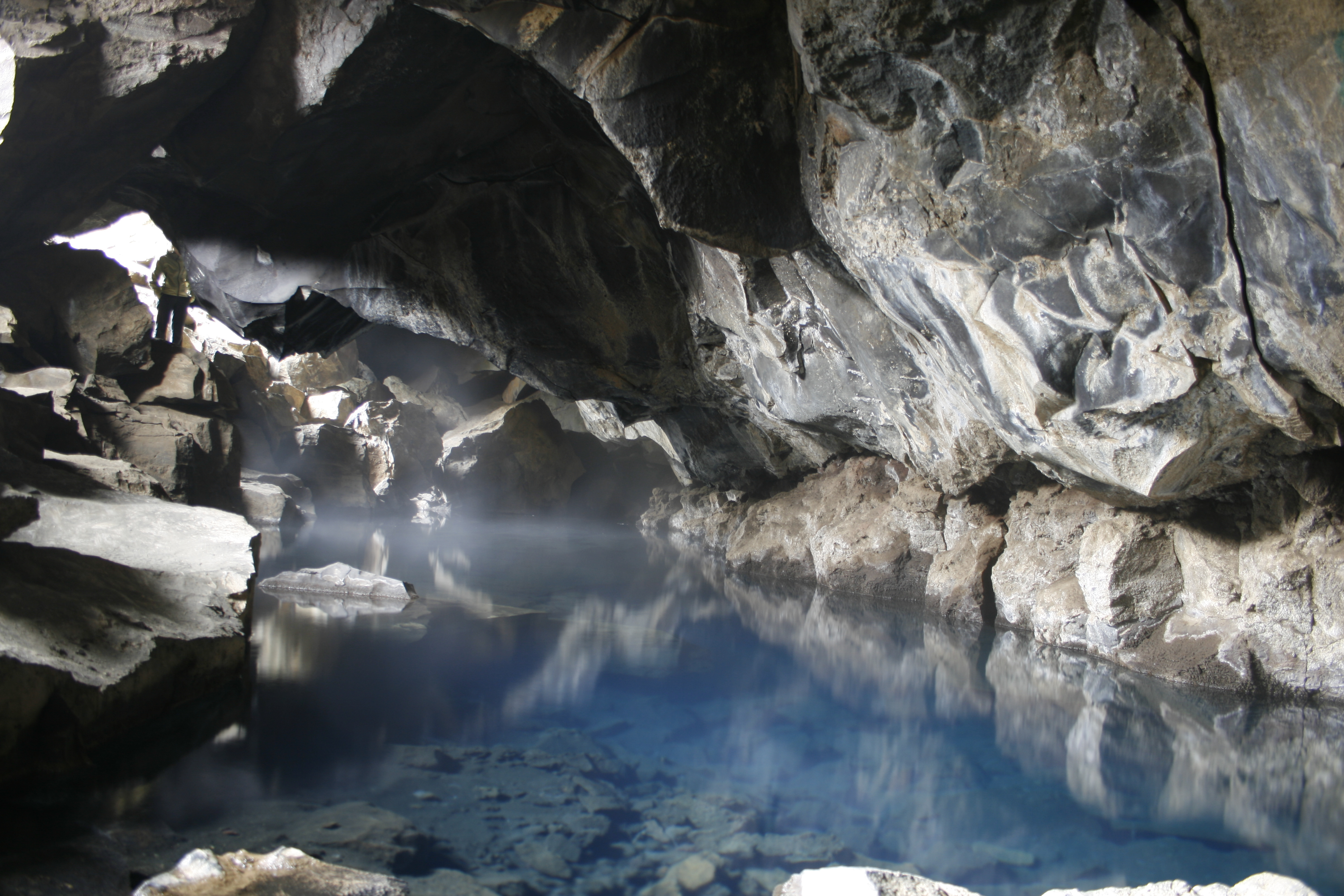
Grotte de Grjótagjá

Les scènes avec Daenerys ont été filmées au Maroc, et celles avec le couple formé de Ygrid et Jon en Islande. Le camp des Sauvageons a été construit sur les rives du lac Mývatn, avec ses formations de lave verticales bien visibles. La grotte où Jon et Ygrid font l'amour est la grotte Grjótagjá même si une bonne partie de cette scène a été filmée là encore en studio. Le  lac d'eau chaude vaporeuse de la grotte est en fait un lieu traditionnel de baignade  et une attraction touristique populaire.
Enfin, deux extérieurs tournés en Croatie apparaissent dans l'épisode : la conversation entre Cersei et Littlefinger se déroule sur la terrasse intérieure de la forteresse de Lovrijenac, et la visite ultérieure de Littlefinger à Sansa est filmée à l'arboretum de Trsteno.

## Accueil
Cet épisode a établi un nouveau record d'audience pour la série, à sa sortie.
Concernant les critiques des différents média, l'agrégateur de critiques Rotten Tomatoes a étudié 21 critiques de l'épisode et a jugé que 100% d'entre elles étaient positives avec une note moyenne de 8,8 sur 10. En France, la rédaction de L'Express, par exemple, estime que l’épisode est réussi et qu'il est le meilleur de ce début de saison 3.